# N-(9-芴甲氧羰基)天门冬氨酸-4-叔丁酯
N-(9-芴甲氧羰基)天门冬氨酸-4-叔丁酯是一种有机化合物，化学式为C23H25NO6。它可由天门冬氨酸-4-叔丁酯和氯甲酸-9-芴甲酯为原料反应得到。它和溴化苄在碳酸铯存在下反应，可以得到N-(9-芴甲氧羰基)天门冬氨酸-1-苄酯-4-叔丁酯，它可进一步被甲酸脱叔丁基后，由甲硼烷二甲硫醚将羧酸还原为醇。